# RCA Championships 2003 - Qualificazioni singolare
Le qualificazioni del singolare  del RCA Championships 2003 sono state un torneo di tennis preliminare per accedere alla fase finale della manifestazione. I vincitori dell'ultimo turno sono entrati di diritto nel tabellone principale. In caso di ritiro di uno o più giocatori aventi diritto a questi sono subentrati i lucky loser, ossia i giocatori che hanno perso nell'ultimo turno ma che avevano una classifica più alta rispetto agli altri partecipanti che avevano comunque perso nel turno finale.
Le qualificazioni del torneo RCA Championships 2003 prevedevano 24 partecipanti di cui 6 sono entrati nel tabellone principale.

## Teste di serie
1. Julien Benneteau (Qualificato)
2. Prakash Amritraj (Qualificato)
3. Nenad Zimonjić (Qualificato)
4. Andy Ram (Qualificato)
5. Igor Levine (ultimo turno)
6. Jim Thomas (ultimo turno)

1. Michael Kosta (ultimo turno)
2. Diego Ayala (Qualificato)
3. Stephen Amritraj (ultimo turno)
4. Matthew Behrmann (Qualificato)
5. Mark Merklein (primo turno)
6. Troy Hahn (ultimo turno)

## Qualificati
1. Julien Benneteau
2. Prakash Amritraj
3. Nenad Zimonjić

1. Andy Ram
2. Matthew Behrmann
3. Diego Ayala

## Tabellone

### Legenda
| - Q = Qualificato - WC = Wild card - LL = Lucky loser | - ALT = Alternate - SE = Special Exempt - PR = Protected Ranking | - w/o = Walkover - r = Ritirato - d = Squalificato |

### Sezione 1
|  | Primo turno | Primo turno   | Primo turno | Primo turno | Primo turno |  |  | Ultimo turno | Ultimo turno     | Ultimo turno     | Ultimo turno | Ultimo turno |  |
|  |             |               |             |             |             |  |  |              |                  |                  |              |              |  |
|  |             |               |             |             |             |  |  |              |                  |                  |              |              |  |
|  |             |               |             |             |             |  |  | 1            | Julien Benneteau | Julien Benneteau | 6            | 6            |  |
|  | 7           | Michael Kosta | 7           | 3           | 6           |  |  | 7            | Michael Kosta    | Michael Kosta    | 4            | 2            |  |
|  |             | Jeff Laski    | 63          | 6           | 1           |  |  |              |                  |                  |              |              |  |

### Sezione 2
|  | Primo turno | Primo turno      | Primo turno | Primo turno | Primo turno |  |  | Ultimo turno | Ultimo turno     | Ultimo turno     | Ultimo turno | Ultimo turno |  |
|  |             |                  |             |             |             |  |  |              |                  |                  |              |              |  |
|  |             |                  |             |             |             |  |  |              |                  |                  |              |              |  |
|  |             |                  |             |             |             |  |  | 2            | Prakash Amritraj | Prakash Amritraj | 6            | 7            |  |
|  | 9           | Stephen Amritraj | 4           | 7           | 6           |  |  | 9            | Stephen Amritraj | Stephen Amritraj | 1            | 64           |  |
|  |             | Michael Calkins  | 6           | 5           | 1           |  |  |              |                  |                  |              |              |  |

### Sezione 3
|  | Primo turno | Primo turno    | Primo turno | Primo turno | Primo turno |  |  | Ultimo turno | Ultimo turno   | Ultimo turno | Ultimo turno | Ultimo turno |  |
|  |             |                |             |             |             |  |  |              |                |              |              |              |  |
|  |             |                |             |             |             |  |  |              |                |              |              |              |  |
|  |             |                |             |             |             |  |  | 3            | Nenad Zimonjić | 2            | 6            | 6            |  |
|  |             | Mark Merklein  | 6           | 3           | 6           |  |  |              | Mark Merklein  | 6            | 0            | 1            |  |
|  | 11          | Brandon Currie | 3           | 6           | 4           |  |  |              |                |              |              |              |  |

### Sezione 4
|  | Primo turno | Primo turno | Primo turno | Primo turno | Primo turno |  |  | Ultimo turno | Ultimo turno | Ultimo turno | Ultimo turno | Ultimo turno |  |
|  |             |             |             |             |             |  |  |              |              |              |              |              |  |
|  |             |             |             |             |             |  |  |              |              |              |              |              |  |
|  |             |             |             |             |             |  |  | 4            | Andy Ram     | Andy Ram     | 6            | 6            |  |
|  |             |             |             |             |             |  |  | 12           | Troy Hahn    | Troy Hahn    | 3            | 2            |  |
|  |             |             |             |             |             |  |  |              |              |              |              |              |  |

### Sezione 5
|  | Primo turno | Primo turno | Primo turno | Primo turno | Primo turno |  |  | Ultimo turno | Ultimo turno     | Ultimo turno     | Ultimo turno | Ultimo turno |  |
|  |             |             |             |             |             |  |  |              |                  |                  |              |              |  |
|  |             |             |             |             |             |  |  |              |                  |                  |              |              |  |
|  |             |             |             |             |             |  |  | 5            | Igor Levine      | Igor Levine      | 4            | 2            |  |
|  |             |             |             |             |             |  |  | 10           | Matthew Behrmann | Matthew Behrmann | 6            | 6            |  |
|  |             |             |             |             |             |  |  |              |                  |                  |              |              |  |

### Sezione 6
|  | Primo turno | Primo turno | Primo turno | Primo turno | Primo turno |  |  | Ultimo turno | Ultimo turno | Ultimo turno | Ultimo turno | Ultimo turno |  |
|  |             |             |             |             |             |  |  |              |              |              |              |              |  |
|  |             |             |             |             |             |  |  |              |              |              |              |              |  |
|  |             |             |             |             |             |  |  | 6            | Jim Thomas   | 6            | 1            | 3            |  |
|  |             |             |             |             |             |  |  | 8            | Diego Ayala  | 2            | 6            | 6            |  |
|  |             |             |             |             |             |  |  |              |              |              |              |              |  |